# Mięguszowiecka Przełęcz pod Chłopkiem

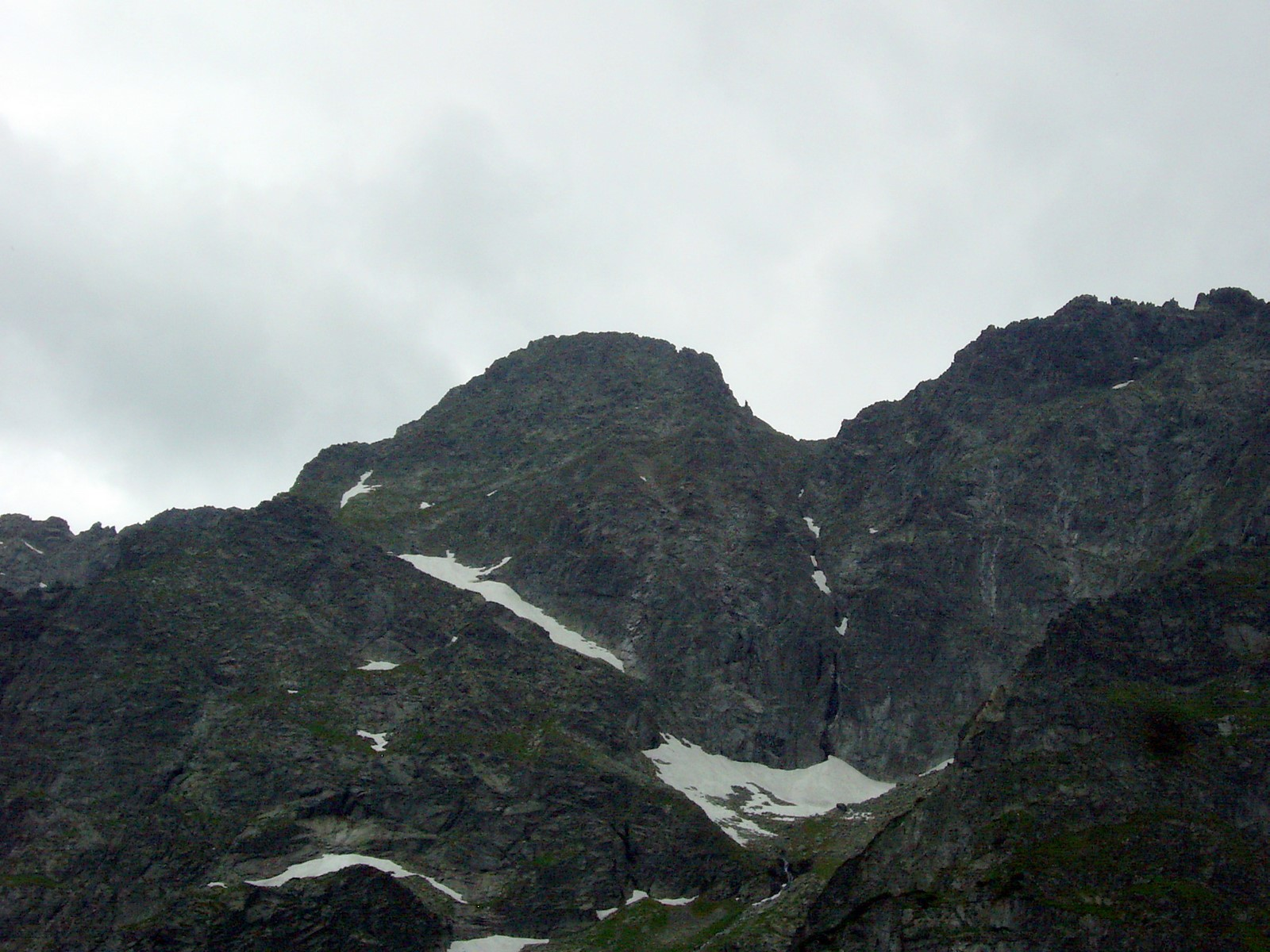
Mięguszowiecki Szczyt Czarny i Przełęcz pod Chłopkiem

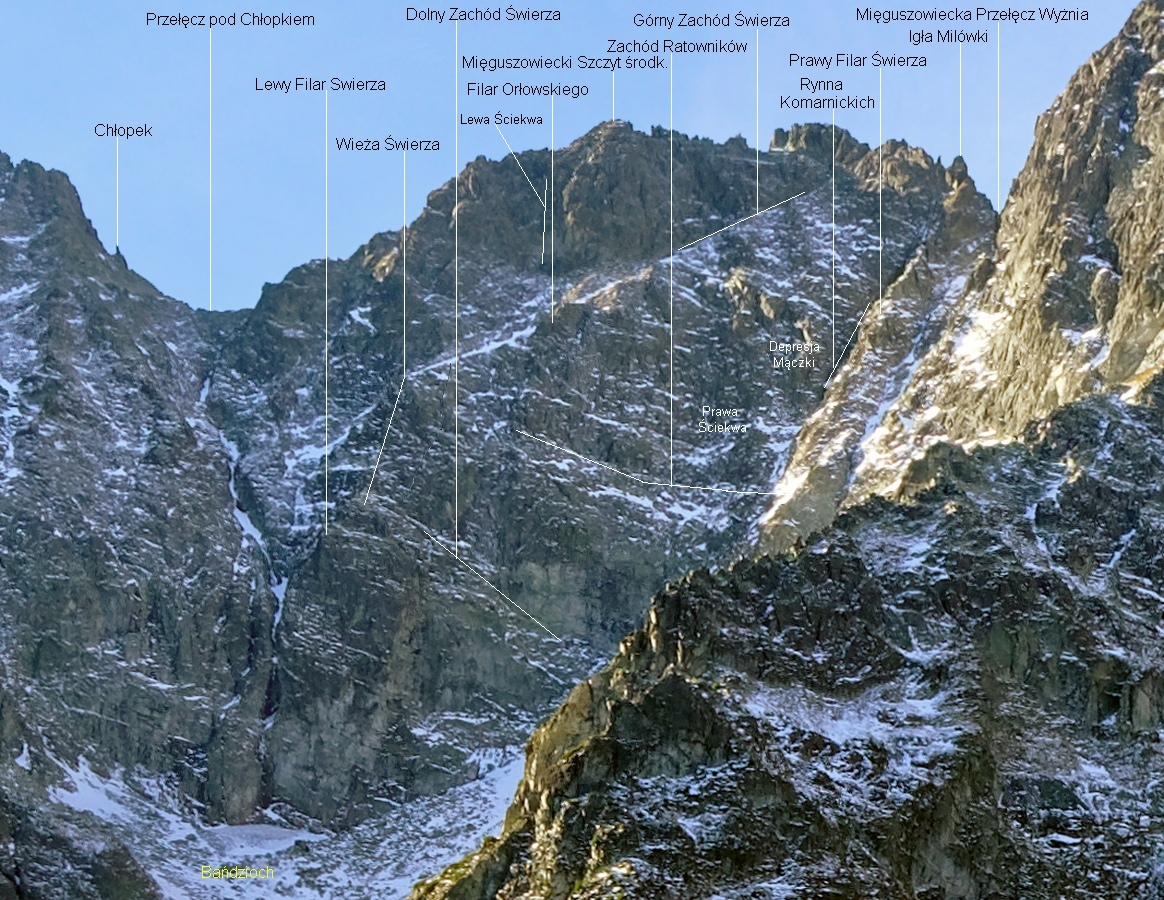

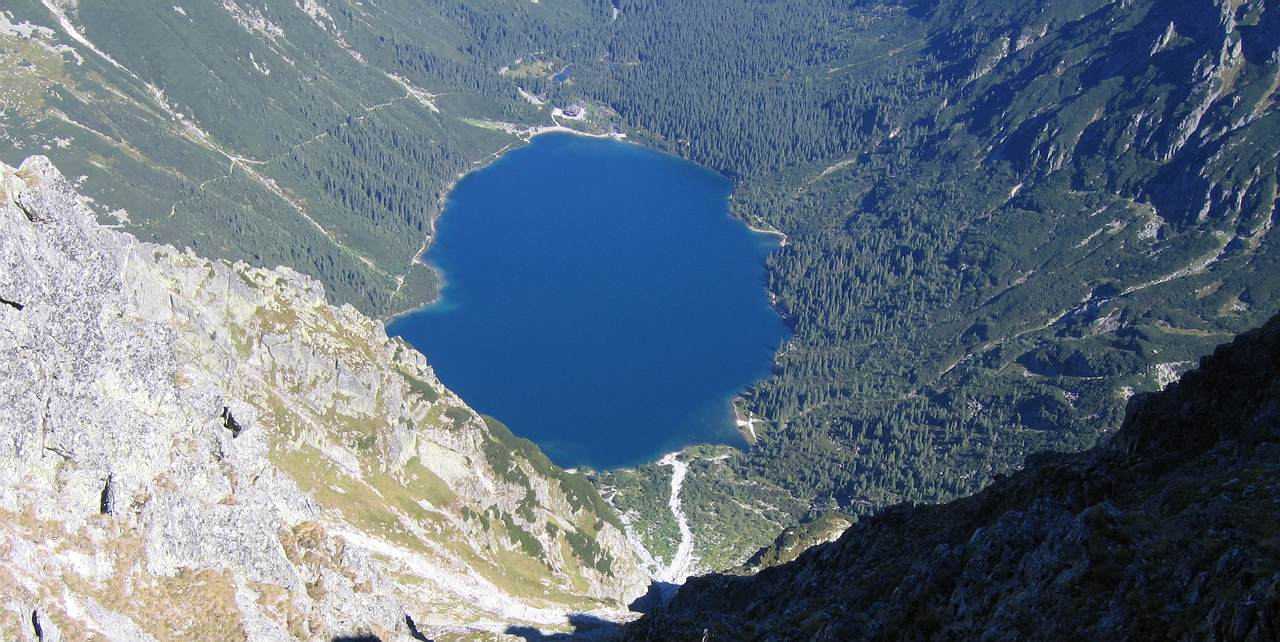
Widok z Przełęczy pod Chłopkiem na Morskie Oko. Po lewej stronie widoczny szlak na Szpiglasową Przełęcz (Ceprostrada)

Mięguszowiecka Przełęcz pod Chłopkiem, Przełęcz pod Chłopkiem (niem. Wildererjoch, słow. Mengusovské sedlo, węg. Vadorzó-hágó) – położona na wysokości 2308 m (według wcześniejszych pomiarów 2307 m) przełęcz w głównej grani Tatr na granicy polsko-słowackiej, pomiędzy Mięguszowieckimi Szczytami – Czarnym (2405 m) i Pośrednim (2389 m). Nazwa przełęczy pochodzi od widocznej z daleka (np. znad Morskiego Oka), charakterystycznej samotnej sterczącej turni na wschodnim zboczu przełęczy o wysokości 15 m zwanej Chłopkiem. Jest to najwyżej położona polska przełęcz, na którą prowadzi szlak turystyczny.
Na północ, do Wyżniego Bańdziocha opada z przełęczy depresja o deniwelacji około 280 m. Jej górna część jest szeroka i piarżysta, niżej lejkowato zwęża się i przekształca w pionowy i kruchy komin o wysokości około 100 m. Na południe, do Doliny Hińczowej, opada z przełęczy niezbyt stromy i piarżysty stok, w dolnej części przechodzący w żleb ginący w piargach nad Wielkim Hińczowym Stawem.

## Historia
Przejście przez Przełęcz pod Chłopkiem od około 200 lat było używane jako łatwe połączenie Doliny Mięguszowieckiej z Doliną Rybiego Potoku. Z obydwu tych dolin na przełęcz prowadziła ścieżka kłusownicza. Nie przechodzi ona przez najniższy punkt siodła, lecz nieco na południowy wschód od niego. W 1898 r. na polskiej stronie, na podejściu od Bańdziocha wysadzono skały by ułatwić przejście. W 1898 r. oznakowano szlak. W 1976 r. zarówno po polskiej, jak i słowackiej stronie szlak zamknięto motywując to niebezpieczeństwem związanym z kruchością skał. 10 lat później po polskiej stronie szlak otwarto, po słowackiej pozostał zamknięty. W latach 1886–1898 Towarzystwo Tatrzańskie podjęło szereg działań ułatwiających przejście: wkuto stalowe klamry. W latach 1974–1984 (powyżej Kazalnicy) szlak był uszkodzony przez oberwanie się skały. Po naprawie został ponownie otwarty.
Pierwsze odnotowane przejście:
- sierpień 1861 r.: przewodnicy tatrzańscy z grupą myśliwych – Krzeptowscy, Samek, Maciej Sieczka, Jędrzej Wala starszy, Edward Homolacs, Stanisław Homolacs, Władysław Koziebrodzki, Ernst Schauer, Józef Stolarczyk, Stanisław Wodzicki oraz pięciu góralskich tragarzy,
- zimą: Mieczysław Lerski i Jerzy Maślanka, 22 marca 1910 r.[5]

Od Mięguszowieckiej Przełęczy pod Chłopkiem wziął się tytuł najbardziej znanego szkicu autorstwa Stanisława Witkiewicza: Na przełęczy. Wrażenia i obrazy z Tatr. Jest to literacki opis przejścia przez przełęcz w 1888 r.
Na Mięguszowieckiej Przełęczy pod Chłopkiem rozgrywa się jedna ze scen powieści „Sława i chwała” Jarosława Iwaszkiewicza. To na jej siodle w czasie, gdy bolszewicka nawała dociera pod Warszawę, Janusz i Henryk odrzucają pokusę ucieczki „na południe” i wracają bronić ojczyzny.

## Przyroda
Na Przełęczy pod Chłopkiem i w jej rejonie występuje wiele rzadkich gatunków roślin, m.in.: ukwap karpacki, warzucha tatrzańska, skalnica odgiętolistna, naradka tępolistna i wiechlina tatrzańska – gatunki w Polsce występujące tylko w Tatrach i to na nielicznych stanowiskach.

## Turystyka i taternictwo
– zielony szlak znad Czarnego Stawu na przełęcz przez wierzchołek Kazalnicy. Czas przejścia: 2:30 h, ↓ 2 h.
Poza siedmioma stalowymi klamrami nie ma na nim innych dodatkowych ułatwień (to już historia, ostatnio za pierwszą klamrą dodano kilka łańcuchów!), stąd wymaga dobrego przygotowania turystycznego i uchodzi za szlak turystycznie trudny (0+ w skali tatrzańskiej). Trasa prowadzi od Czarnego Stawu pod Rysami do najniższej części Bańdziocha (Mięguszowieckiego Kotła), a następnie wzdłuż ściany Kazalnicy Mięguszowieckiej aż do Potoczka odwadniającego górną część Bańdziocha. Następnie szlak zdecydowanie zmienia swój charakter – wejście na Siodło za Kazalnicą jest poprowadzone w skalnej scenerii (dodatkowo w jednym miejscu jest wąska, eksponowana półka skalna). Z siodła prawie poziomym odcinkiem grani na Galeryjkę, czyli mało stromy zachód przecinający północno-zachodnią ścianę Mięguszowieckiego Szczytu Czarnego. Galeryjka jest krucha, a przejście nią miejscami wąskie i eksponowane bez zabezpieczenia łańcuchami czy klamrami. Szlak w swojej historii pochłonął ponad 30 ofiar śmiertelnych.
Po słowackiej stronie na przełęcz mogą wychodzić taternicy lub turyści z przewodnikiem. Drogi wspinaczkowe na przełęcz:
1. Z Bańdziocha, z ominięciem dolnego komina od prawej; IV+, 4 godz.;
2. Z Bańdziocha, z ominięciem dolnego komina od lewej; V, 3 godz. 30 min;
3. Z Wyżniego Czarnostawiańskiego Kotła; kilka miejsc I, 45 min;
4. Z Czarnostawiańskiej Przełęczy (piarżystym zachodem po południowej stronie); 0+, 25 min;
5. Z Doliny Hińczowej; 0+, 45 min[4].